# Михновский, Исаак Иосифович
Исаа́к Ио́сифович Михно́вский (17 апреля 1914, Смоленск — 18 февраля 1978, Москва) — советский пианист, композитор, победитель Первого Всесоюзного конкурса пианистов, профессор. Автор транскрипций многочисленных романсов и оперных фантазий на темы русских композиторов, педагог фортепиано и камерного ансамбля. Автор фортепианных, вокальных и камерных произведений.

## Биография
Исаак Михновский родился в Смоленске, в 4-летнем возрасте обратил на себя внимание выдающимися музыкальными способностями. Примерно с этого же возраста началось его формальное музыкальное образование под руководством Евгении Ильиничны Гуревич-Эйгес (1880—1964). Первые публичные выступления начались в Смоленске в возрасте 9 лет. Через год мальчик переехал в Москву, где продолжал своё музыкальное образование в техникуме Мусоргского и школе Гнесиных. В 1930 году поступил в Московскую консерваторию, вначале в класс Льва Оборина, позже Константина Игумнова. Дипломной работой молодого пианиста было первое в СССР исполнение Рапсодии на тему Паганини С. В. Рахманинова. Продолжал совершенствоваться в школе Высшего исполнительского мастерства.
В 1938 году Исаак Михновский стал победителем Первого Всесоюзного конкурса пианистов в Москве, а через год участвовал (в составе группы советских молодых музыкантов, в которую также входили Эмиль Гилельс, Яков Флиер и Павел Серебряков) в конкурсе королевы Елизаветы в Брюсселе. Игра Михновского была высоко оценена западной прессой и слушателями, о ней тепло отзывались пианист Артур Рубинштейн и известный французский музыкальный критик Эмиль Вюйермоз.
В это же время начинается активная деятельность Михновского как исполнителя. Он давал сольные и симфонические концерты в крупнейших городах СССР, часто выступая с такими дирижёрами, как Евгений Мравинский, Курт Зандерлинг, Николай Рабинович и Натан Рахлин. Одновременно музыкант начал преподавательскую работу в Московской консерватории, где вскоре ему было присвоено звание доцента.
В течение 1946—1948 годов Михновский создал цикл транскрипций романсов русских композиторов, а также фантазий на темы опер Чайковского, Глинки, Рубинштейна, Даргомыжского и Римского-Корсакова. Об этих работах с энтузиазмом отзывались такие музыканты, как Мстислав Ростропович, Дмитрий Кабалевский, Лев Оборин, Рейнгольд Глиэр и др.
С 1960 года Михновский начинает преподавать в музыкально-педагогическом институте (ныне академия) им. Гнесиных, где ему вскоре было присвоено звание профессора и где он вел классы фортепиано и камерного ансамбля. На протяжении своей творческой жизни музыкант встречался и работал со многими известными музыкантами своего времени; особенно тесные творческие и дружеские отношения его связывали с Мстиславом Ростроповичем.
Как отмечал А. Дроздов по поводу концертного выступления пианиста в 1946 году, «убедительность и выпуклость трактовки, ясность и логичность декламации, глубокий тон, художественно богатая педализация — вот основные качества игры Михновского».
Композиторское наследие музыканта включает в себя сонаты для фортепиано, виолончели, фагота, 12 прелюдий, баллады и эскизы для фортепиано. Он также автор интереснейших каденций к концертам Моцарта и Бетховена.
Умер в 1978 году. Похоронен на Введенском кладбище (23 уч.).

### Музыкальные награды
- 1-я премия на Первом Всесоюзном конкурсе пианистов (1938)